# AFC President's Cup 2010
De AFC President's Cup 2010 was de zesde editie van dit voetbaltoernooi voor clubs uit landen die als laagste geklasseerd stonden op de AFC ranglijst.
Yadanabon FC uit Myanmar werd voor eerste keer winnaar van dit toernooi door Dordoi-Dynamo Naryn uit Kirgizië in de finale na verlenging met 1-0 te verslaan. Voor Dordoi-Dynamo Naryn was het de zesde opeenvolgende deelname in de finale, zij wonnen de editie van 2006 en 2007.

## Deelname
Deelname aan het toernooi was voor clubs uit landen die vanwege hun positie in de ranking van AFC niet in aanmerking kwamen om in de AFC Champions League of de AFC Cup te spelen, maar wel is een vereiste dat die landen een acceptabele competitie hebben. De elf teams die dit jaar deelnamen werden in twee groepen van vier teams en één groep van drie teams verdeeld. Elke groep speelde zijn wedstrijden in één land.

## Groepsfase
De loting voor de AFC President's Cup 2010 werd houden in het hoofdkantoor van de AFC op 5 maart 2010.
De drie groepswinnaars en de beste nummer twee gingen door naar de halve finale.

### Groep A
Alle wedstrijden werden op 12, 14 en 16 mei in Dhaka, Bangladesh gespeeld.
| # | Club                | AW | W | G | V | PTN | V-T |
| - | ------------------- | -- | - | - | - | --- | --- |
| 1 | Dordoi-Dynamo Naryn | 3  | 2 | 1 | 0 | 7   | 8-0 |
| 2 | Abahani Ltd.        | 3  | 1 | 2 | 0 | 5   | 2-0 |
| 3 | New Road Team       | 3  | 1 | 0 | 2 | 3   | 4-8 |
| 4 | Hasus NTCPE         | 3  | 0 | 1 | 2 | 1   | 3-9 |

| Club                | DOR | ABA | NEW | HAS |
| ------------------- | --- | --- | --- | --- |
| Dordoi-Dynamo Naryn |     | 0-0 | 3-0 | 5-0 |
| Abahani Ltd.        |     |     | 2-0 | 0-0 |
| New Road Team       |     |     |     | 4-3 |
| Hasus NTCPE         |     |     |     |     |

### Groep B
Alle wedstrijden werden op 10, 12 en 14 mei in het Aung Sanstadion en het Thuwunnastadion in Yangon, Myanmar gespeeld.
| # | Club               | AW | W | G | V | PTN | V-T  |
| - | ------------------ | -- | - | - | - | --- | ---- |
| 1 | Vahš Ķūrġonteppa   | 3  | 3 | 0 | 0 | 9   | 10-0 |
| 2 | KRL FC             | 3  | 1 | 0 | 2 | 3   | 3-4  |
| 3 | Nagacorp FC        | 3  | 1 | 0 | 2 | 3   | 2-5  |
| 4 | Renown Sports Club | 3  | 1 | 0 | 2 | 3   | 4-11 |

| Club               | VAK | KRL | NAG | REN |
| ------------------ | --- | --- | --- | --- |
| Vahš Ķūrġonteppa   |     | 1-0 | 3-0 | 6-0 |
| KRL FC             |     |     | 2-1 | 1-2 |
| Nagacorp FC        |     |     |     | 4-2 |
| Renown Sports Club |     |     |     |     |

### Groep C
Alle wedstrijden werden op 9, 11 en 13 mei in het Thuwunnastadion in Yangon, Myanmar gespeeld.
| # | Club         | AW | W | G | V | PTN | V-T  |
| - | ------------ | -- | - | - | - | --- | ---- |
| 1 | Yadanabon FC | 2  | 1 | 1 | 0 | 4   | 11-0 |
| 2 | HTTU Aşgabat | 2  | 1 | 1 | 0 | 4   | 8-0  |
| 3 | Druk Star FC | 2  | 0 | 0 | 2 | 0   | 0-19 |

| Club         | YAD | HTT | DRU  |
| ------------ | --- | --- | ---- |
| Yadanabon FC |     | 0-0 | 11-0 |
| HTTU Aşgabat |     |     | 8-0  |
| Druk Star FC |     |     |      |

## Halve finale
Beide wedstrijden werden op 24 september in het Thuwunnastadion in Yangon, Myanmar gespeeld.
| Club                | Uitslag | Club         |
| ------------------- | ------- | ------------ |
| Yadanabon FC        | 2-0     | WAPDA FC     |
| Dordoi-Dynamo Naryn | 2-0     | HTTU Aşgabat |

## Finale
De wedstrijd werd op 26 september in het Thuwunnastadion in Yangon, Myanmar gespeeld.
| Club         | Uitslag | Club                |
| ------------ | ------- | ------------------- |
| Yadanabon FC | 1-0 nv  | Dordoi-Dynamo Naryn |

Seizoenen: 2005 · 2006 · 2007 · 2008 · 2009 · 2010 · 2011 · 2012 · 2013 · 2014